# Euphorbia bergii
Euphorbia bergii es una especie fanerógama perteneciente a la familia de las euforbiáceas. Es endémica de Sudáfrica.

## Descripción
Es una planta perenne arbustiva y suculenta que alcanza un tamaño de 0.1 - 0.15 m de alto, a una altitud de 915 - 1370 metros en Sudáfrica.

## Taxonomía
Euphorbia beillei fue descrita por A.C.White, R.A.Dyer & B.Sloane y publicado en Succ. Euphorb. 1: 477. 1941.
Etimología
Euphorbia: nombre genérico que deriva del médico griego del rey Juba II de Mauritania (52 a 50 a. C. - 23), Euphorbus, en su honor – o en alusión a su gran vientre –  ya que usaba médicamente Euphorbia resinifera. En 1753 Carlos Linneo asignó el nombre a todo el género.
bergii: epíteto otorgado en honor del médico y botánico sueco Peter Jonas Bergius (1730-1790), por su aportación a la botánica de Sudáfrica.